# Kathleen Winsor
Pour les articles homonymes, voir Winsor.
Kathleen Winsor (née le 16 octobre 1919 à Oliva, Minnesota et morte le 26 mai 2003 à New York) est un écrivain américain.

## Biographie
Née dans une petite ville du Minnesota, elle grandit à Berkeley en Californie. Elle entame des études à l'université de Californie à Berkeley, dont elle sort diplômée en 1938. Elle se marie à 17 ans avec Bob Herwig (en), dont le sujet de recherche sur Charles II attise son intérêt pour la période de la Restauration anglaise. Elle devient célèbre dès la publication de son best-seller Ambre (Forever Ambre), adapté au cinéma en 1947 par Otto Preminger sous le même titre.
À sa sortie, le roman est condamné par certains états américains pour ses passages érotiques et classé parmi les œuvres pornographiques. Ambre se vend néanmoins à plus de trois millions d’exemplaires et est traduit en de nombreuses langues. Il s’impose comme le livre à succès américain des années 1940.
En 1946, Winsor divorce de Bob Herwig et se remarie avec le clarinettiste et jazzman Artie Shaw, devenant ainsi sa sixième femme après les actrices Lana Turner et Ava Gardner.
Kathleen Winsor renoue un peu avec le succès commercial en 1950 avec Star Money, mais ses romans suivants, dont le dernier, paru en 1986, obtiennent une audience limitée.

## Œuvre
- Forever Amber (1944) Publié en français sous le titre Ambre, Paris, Éditions du Pavois, 1946
- Star Money (1950) Publié en français sous le titre Star Money, Paris, Éditions du Pavois, 1951
- The Lovers (1952) Publié en français sous le titre Amants, Paris, Presses de la Cité, 1957
- America, With Love (1954)
- Wanderers Eastward, Wanderers West (1965) Publié en français sous le titre La Drogue jaune, Paris, Gallimard, 1968 ; réédition dans une traduction revue et corrigée sous le titre D'or et d'argent, Paris, Phébus, 1994
- Calais (1979)
- Jacintha (1984)
- Robert and Arabella (1986)